# Vịnh Oman

Vịnh Oman

Vịnh Oman hoặc Biển Oman (tiếng Ba Tư: درياي عمان), hoặc Vịnh Makran (tiếng Ả Rập: الخليج عمان; latin hóa: khalīj ʿumān), (tiếng Urdu/tiếng Ba Tư: خليج مکران) là một vịnh biển nối Biển Ả Rập với Eo biển Hormuz, rồi chảy ra Vịnh Ba Tư. Vịnh này thường được coi là một nhánh của Vịnh Ba Tư, chứ không là nhánh của Biển Ả Rập.
Trên bờ phía bắc của vịnh này là Pakistan và Iran (Persia). Trên bờ phía nam là Oman ở phía đông, và Các Tiểu vương quốc Ả Rập thống nhất ở phía tây gần đó.
Các cảng chính trên bờ Vịnh này là Sohar, Muscat, Sur của Oman, và Jāsk,Chāhbahār của Iran.
Xem các tham khảo:
- "The Book of Duarte Barbosa" by Duarte Barbosa, Mansel Longworth Dames. 1989. p. 79. ISBN 81-206-0451-2
- "The Natural History of Pliny". by Pliny, Henry Thomas Riley, John Bostock. 1855. p. 117
- "The Countries and Tribes of the Persian Gulf" by Samuel Barrett Miles - 1966. p. 148
- "The Life & Strange Surprising Adventures of Robinson Crusoe of York, Mariner". by Daniel Defoe. 1895. p. 279
- "The Outline of History: Being a Plain History of Life and Mankind". by Herbert George Well. 1920. p. 379.
- "The New Schaff-Herzog Encyclopedia of Religious Knowledge" by Johann Jakob Herzog, Philip Schaff, Albert Hauck. 1910. p. 242